# 鹿沼市立北小学校
鹿沼市立北小学校（かぬましりつ きたしょうがっこう）は、栃木県鹿沼市泉町にある公立の小学校である。開校時の木造校舎の一部を現在も使用している。

## 沿革
特記以外出典
- 1934年（昭和9年） - 栃木県上都賀郡鹿沼北尋常小学校新設指定認可。
- 1935年（昭和10年）4月1日 - 開校。
- 1941年（昭和16年） - 国民学校令より、鹿沼町立北国民学校と改称。
- 1947年（昭和22年） - 学制改革により、鹿沼町立北小学校と改称。
- 1947年（昭和22年）9月4日 - 昭和天皇が行幸（昭和天皇の戦後巡幸）[2]。
- 1948年（昭和23年）10月10日 - 鹿沼町の市制施行により、鹿沼市立北小学校と改称。
- 1966年（昭和41年） - 特殊学級新設。
- 1970年（昭和45年） - 新校舎（図工･家庭･音楽）落成。
- 1974年（昭和49年） - 北小子どもの歌制定（作詞：石島朝治、作曲：松本仁三）。
- 1975年（昭和50年） - 体育館落成。
- 1981年（昭和56年） - 校舎1階廊下床張り替え（翌年に2階廊下床張り替え）。
- 1986年（昭和61年） - プール竣工。
- 1989年（平成元年） - この年から6年かけて、大規模改造工事実施。
- 2000年（平成12年） - 軽度情緒障害児通級教室開設。
- 2002年（平成14年） - 情緒障害児個別支援学級開設。
- 2003年（平成15年） - 知的障害児個別支援学級開設。
- 2011年（平成23年） - 門扉（南門・東門・西門）設置。
- 2014年（平成26年） - 体育館耐震化改修工事。
- 2018年（平成30年） - 木造校舎耐震化工事開始（2021年1月完成[3]）、南校舎改修。

## 木造校舎

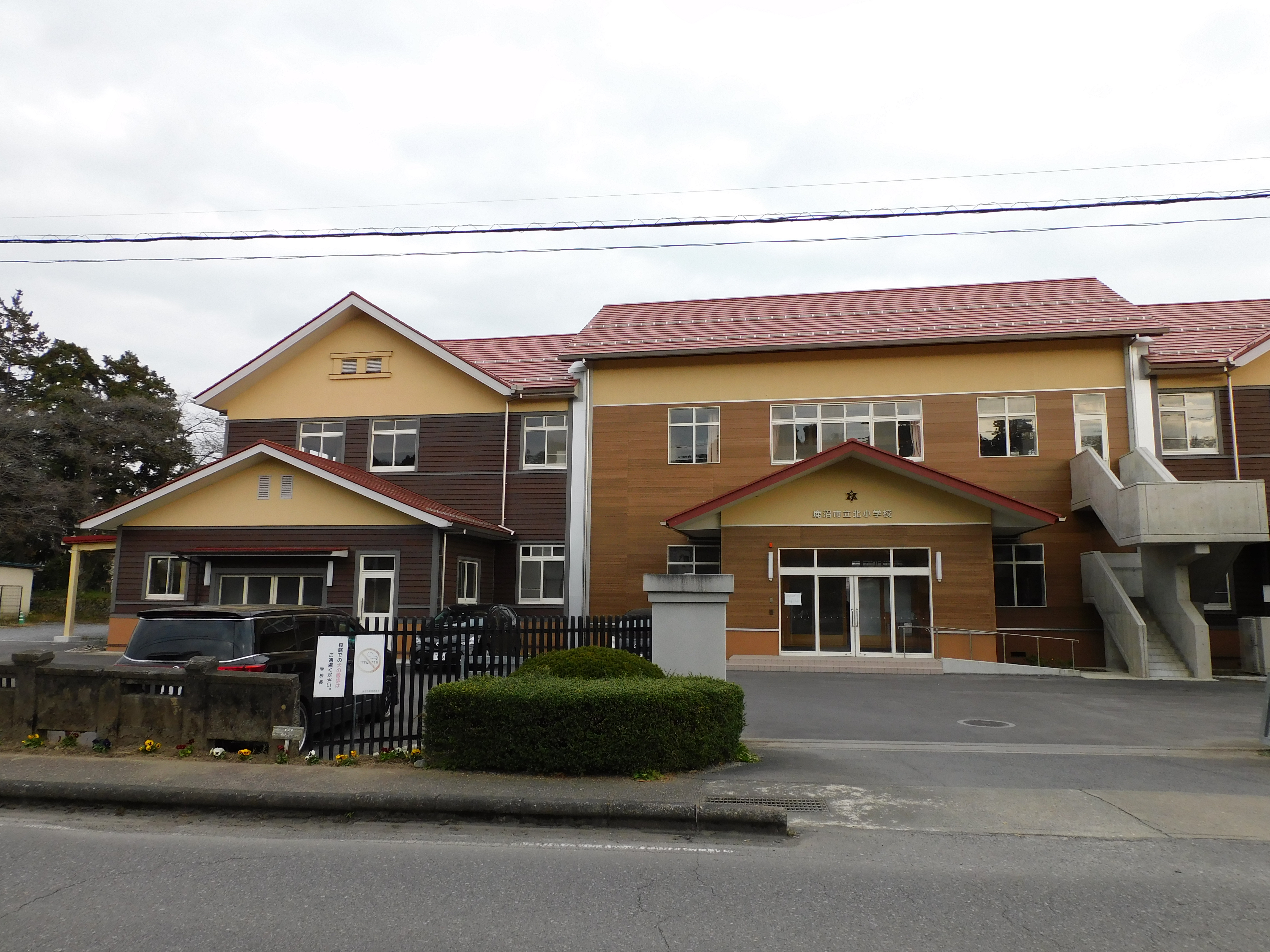
校舎玄関付近

1935年建築、木造2階建てで延べ床面積4589平方メートル。『ヤンキー母校に帰る』のロケ地となった。
耐震化工事
2014年の耐震診断において、耐震不足とされたことにより、2015年に鹿沼市が耐震補強技術検討会を立ち上げ、東京都市大学の大橋芳光名誉教授の助言を受けた。歴史的な価値を残しつつ、校舎として継続使用する、現状をできるだけ残す、児童が過ごしやすい校舎を基本条件とした。工事では、南、西、北棟で逆コの字型に並ぶ校舎のうち、西棟を鉄筋コンクリート造に、南棟と北棟を結ぶ中央廊下を鉄骨造りに変更、天井や壁は一旦剥がして新たに梁や筋交い、合板を組み込み耐震補強とした。防災や安全性、意匠などが優れた建築物を表彰する日本建築防災協会の耐震改修優秀賞を受賞した。表彰理由は「建物の歴史的価値の見極めと補強方法の選択は、地方における未指定文化財の耐震補強の好事例である」。

## エピソード
- 校地は御所の森と呼ばれ、日光二荒山の遥拝所や、日光山僧の里坊（僧が人里に構えた隠居所）押原御所であったと伝わる[5]。
- 第二次世界大戦中に金属類回収令のため、周囲を囲む塀から鉄格子を取り外して供出した（現在も取られた後が残っている）。

## 通学区域と進学先中学校
栃木県鹿沼市のうち
- 御成橋町1丁目 - 2丁目
- 泉町
- 睦町
- 戸張町
- 上材木町
- 千手町
- 上田町
- 文化橋町
- 天神町
- 坂田山1丁目 - 4丁目
- 玉田町の一部

- 進学先は、天神町と坂田山が鹿沼市立西中学校、その他は鹿沼市立北中学校となっている。

## 周辺
- 学校法人いずみ学園認定こども園いずみ幼稚園 - 敷地が隣接、かつ進学前幼稚園のひとつ。
- 千手山公園
- 市民プール
- 鹿沼市水道部
- 鹿沼労働基準監督署
- 国道121号線
- 学校法人北関東カトリック学園聖母幼稚園 - 進学前幼稚園のひとつ。